# Marein
Marein es una chalcona, un tipo de fenol natural. Es el 4'-O-glucósido de okanin. Se puede encontrar en Coreopsis maritima. Es un  tipo de pigmento amarillo.